# Wilbur
Wilbur is een plaats (town) in de Amerikaanse staat Washington, en valt bestuurlijk gezien onder Lincoln County.

## Demografie
Bij de volkstelling in 2000 werd het aantal inwoners vastgesteld op 914.
In 2006 is het aantal inwoners door het United States Census Bureau geschat op 894, een daling van 20 (-2,2%).

## Geografie
Volgens het United States Census Bureau beslaat de plaats een oppervlakte van
3,5 km², geheel bestaande uit land. Wilbur ligt op ongeveer 662 m boven zeeniveau.

## Plaatsen in de nabije omgeving
De onderstaande figuur toont nabijgelegen plaatsen in een straal van 32 km rond Wilbur.

## Geboren
- David Ray Griffin (1939-2022), schrijver, filosoof en theoloog